# Облога Камбре (1677)
Облога Камбре (фр. Siège de Cambrai — облога французькою армією контрольованого іспанцями міста Камбре в 1677 році в ході франко-голландської війни, що завершилася падінням міста.

## Передісторія

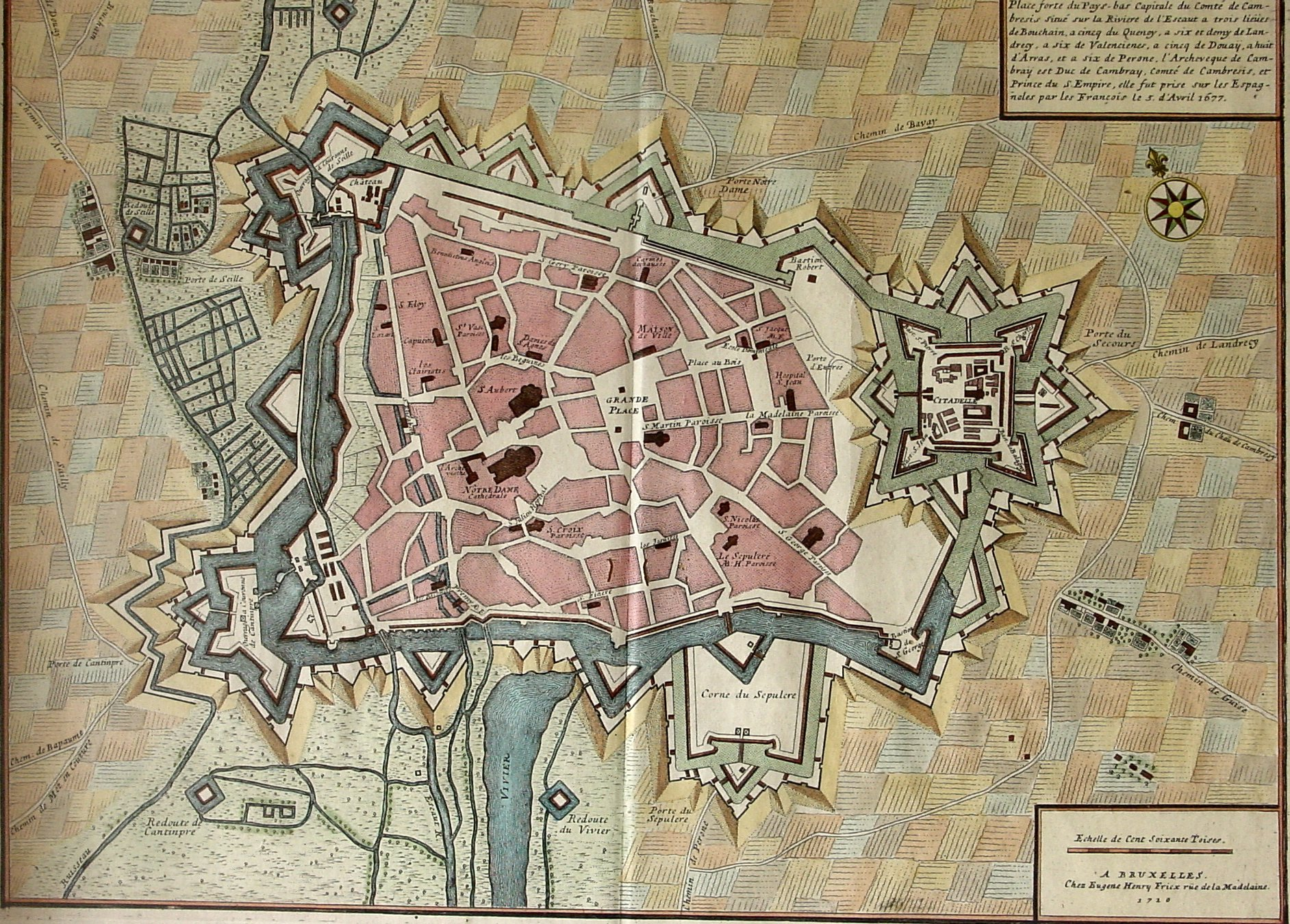
План Камбре, 1710 року.

В середині XVI століття глави французьких урядів Сюллі і Рішельє сформулювали головною метою зовнішньої політики «відновити [Францію] в її первозданній силі і колишній пишноті» і «відновити Францію на всіх землях, де жили стародавні галли», в тому числі в Артуа, Ено і провінціях Нідерландів. Під час правління Людовика XIV місто Камбре безуспішно облягали французами в 1649 і 1657 роках.
У 1667 році Людовик XIV почав війну з Іспанією за Іспанські Нідерланди. Протягом літа 1667 року французи зайняли Шарлеруа, Турне, Дуе і Лілль, а в лютому 1668 року Франш-Конте . Відповідно до угоди в Екс-ла-Шапель (1668), Іспанія відмовилася від Шарлеруа, Дуе, Турне, Куртре і декількох інших міст.
В результаті кордон між двома державами набув вкрай вигадливого вигляду: Камбре і Валансьенн, що належали іспанцям глибоко увійшли до французьких території, при цьому вони були затиснуті між французькими Аррасом і Ландресі. У 1673 році Себаст'єн Вобан у листі до Франсуа-Мішеля Лувуа закликав «випрямити» кордон.
У 1672 році військові дії поновилися, тепер ворогом французів стала протестантські Нідерланди, а незабаром і їх союзники — Іспанія та Священна Римська імперія. Французька професійна армія, добре оплачувана і організована, що включала в себе більш 279 000 солдатів, на той момент була найкращою армією в Європі. В ході війни французи без видимого напруження захоплювали фортеці супротивників, які захищалися нечисленними гарнізонами.
Навесні 1676 року французи зайняли Бушен і Конде-сюр-л'Еско, а 17 березня 1677 року взяли штурмом Валансьєнн. Людовик XIV, щоб «забезпечити назавжди неприступність своїх кордонів», вирішив взяти Камбре і очолив облогу, в той час як його брат Філіпп I Орлеанський осадив Сент-Омер.

## Приготування

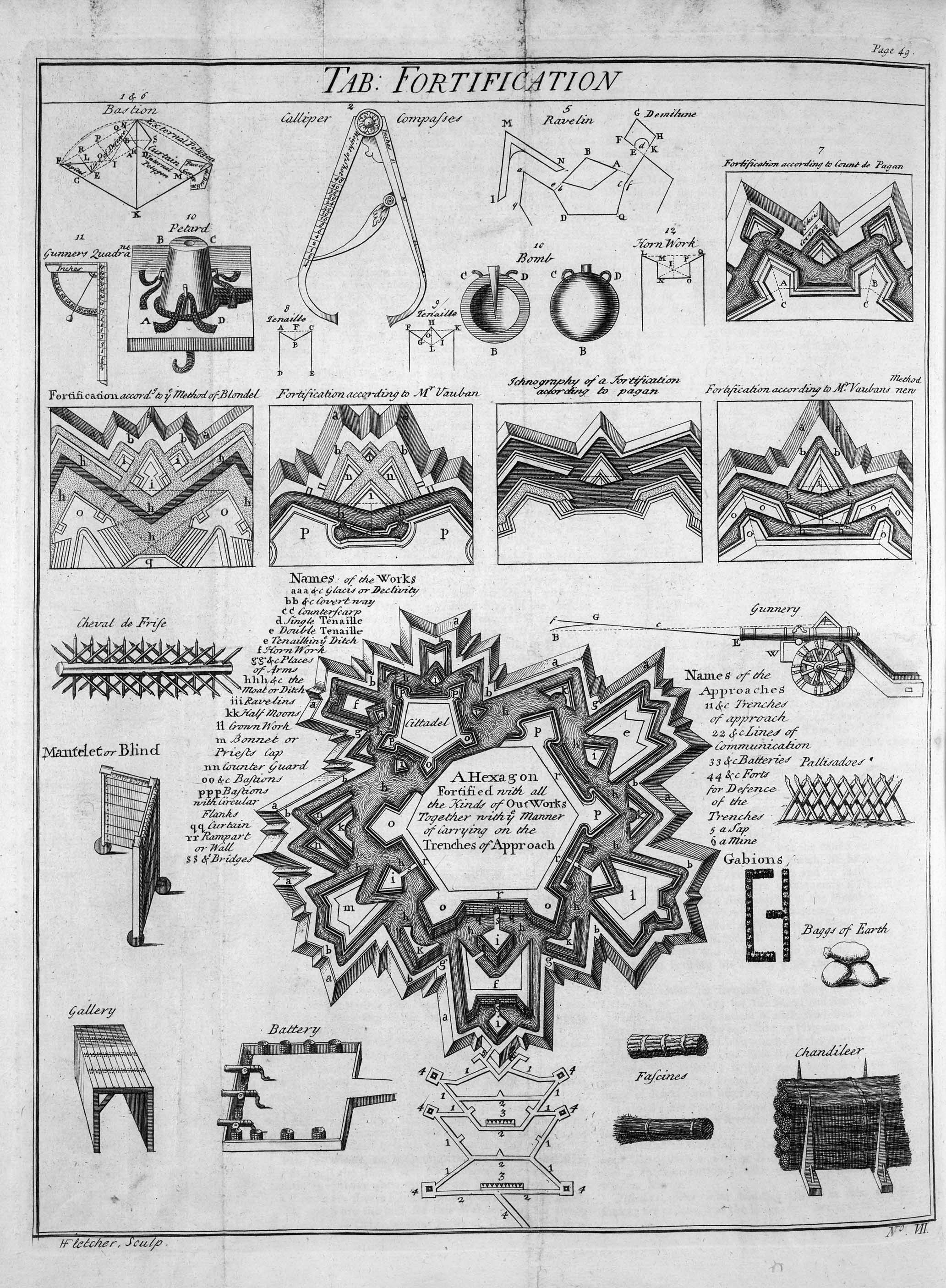
Опис укріплень Камбре.

Камбре славився своїми укріпленнями. Буало писав: 
 «Камбре і Сент-Омер були двома найсильнішими фортецями. Ці міста, розташовані на кордонах Франції. Вони були передовими позиціями іспанців. Камбре було особливо грізним. Королі Іспанії вважали це місце більш важливішим, ніж вся інша Фландрія». 
 Оборону міста забезпечували річка Шельда на півдні і заході від міста, яку можна було перекрити і затопити довколишні території, а також цитадель, побудована в 1543 році за наказом Карла V на північному сході. Нарешті, облогу ускладнювала холодна погода, дощ зі снігом. 
З іншого боку, місто Камбре було ізольоване і не могло розраховувати на чиюсь допомогу. Губернатор дон Педро де Саба був старий і немічний, а гарнізон складався, головним чином, з відставних солдатів. Цитадель, незважаючи на свою репутацію, була невеликою і вразливою для гарматного вогню.
Лувуа повідомив йому про настрої жителів Камбре: "вони не агресивні і не мають ніяких особливих зв'язків з Іспанією. Крім того, швидке захоплення Валансьєна утримає їх від опору ".

## Облога
22 березня король з маршалом Фєядом переїхав до Айвана, звідки став особисто керувати облогою міста. Маршал Люксембург покращив свої позиції у Мольєра, маршал Лорж — у Ескодевра, а маршал Шомберг — у Рамільї. У свиті короля також були міністри Лувуа і Помпонн, а також духівник короля де Лашез.
Французька армія складалася з 38 піхотних батальйонів і 48 кавалерійських ескадронів, в цілому більше 40 000 солдатів. Іспанці мали тільки близько 4000 захисників міста.
Вобан, керуючи операцією, почав будувати облогову лінію навколо міста, щоб блокувати підвіз ресурсів і позбавити захисників надії на допомогу ззовні. Найбільш уразливі міські укріплення були з півночі. Скориставшись цим, французи вирили траншею біля північних воріт Нотр-Дам. За допомогою 7000 селян з Пікардії окопні роботи йшли стрімко, незважаючи на вкрай холодну і дощову погоду.
30 березня перші батареї почали обстрілювати три равеліни і самі ворота Нотр-Дам.
2 квітня французькі війська захопили равелін між воротами Сель і Нотр-Дам.
5 квітня іспанці залишили місто і сховалися в цитаделі.
В ніч з 11 на 12 квітня французи підірвали міські укріплення на бастіоні Сен-Шарль. Губернатор Саба, втім, відмовився капітулювати.
17 квітня, після того як французи пригрозили підірвати два потужних заряди, які привели б до руйнування залишків укріплень міста, поранений в ногу губернатор Саба заявив про капітуляцію.
19 квітня 1677 року Саба, лежачи на ношах, вручив королю ключі від цитаделі. У живих залишились 2000 захисників міста. Вони з честю покинули місто. Французи втратили в облозі більше 1200 пораненими або вбитими.
20 квітня Людовик XIV увійшов до міста і відвідав месу в місцевому соборі. Він також відвідав цитадель і знайшов її не настільки сильною, як він вважав раніше.
21 квітня король Франції призначив губернатором Камбре маркіза де Сезена. Наступного дня король покинув місто.
Завоювання Камбре звеличило славу короля. За договором в Німвегені, підписаним 10 серпня 1678 року, Камбре залишався під контролем французів.